# Christiane Gohl

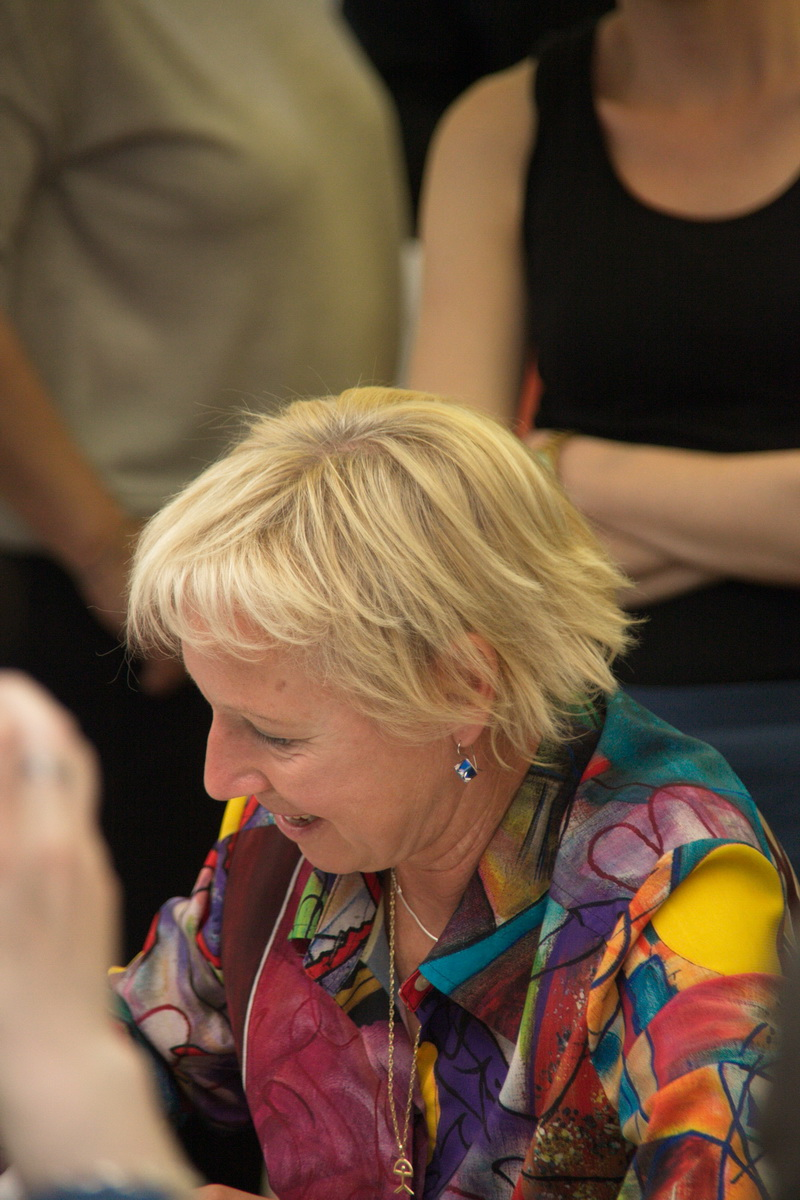
Christiane Gohl

Christiane Gohl (* 1958 in Bochum) ist eine deutsche Autorin. Gohl veröffentlicht ihre Romane auch unter den Pseudonymen Ricarda Jordan, Sarah Lark, Christina Rey und Elisabeth Rotenberg. Neben Kinder- und Jugendbüchern rund um das Thema Pferde veröffentlicht Gohl auch Romane für Erwachsene.

## Leben
Christiane Gohl studierte Pädagogik, promovierte und arbeitete als Fachjournalistin und Werbetexterin. Neben ihrer Tätigkeit als Autorin betreibt Gohl eine kleine Pferdezucht in Spanien.

## Veröffentlichungen (Auswahl)

### Christiane Gohl
- Ein Pflegepferd für Julia. Kosmos, 1993, ISBN 978-3-440-06483-2.
- Julia und das weiße Pony. Kosmos, 1993, ISBN 978-3-440-06607-2.
- Julia und der Hengst aus Spanien. Kosmos, 1993, ISBN 978-3-440-06688-1.
- Julias erster Wanderritt. Kosmos, 1994, ISBN 978-3-440-06689-8.
- Julia und das Springpferd. Kosmos, 1995, ISBN 978-3-440-06712-3.
- Ein Traumpferd für Julia. Kosmos, 1996, ISBN 978-3-440-06702-4.
- Julia und ihr Fohlen. Kosmos, 1996, ISBN 978-3-440-06722-2.
- Julia – Aufregung im Reitverein. Kosmos, 1997, ISBN 978-3-440-07276-9.
- Julia – Ferienjob mit Islandpferden. 2002, ISBN 3-570-21026-X.
- Julia und der Dressurstar. Kosmos, 1998, ISBN 978-3-440-07547-0.
- Julia – Neue Pferde, neue Freunde. Kosmos, 1998, ISBN 978-3-440-07548-7.
- Julia – Ein Pferd für zwei. Kosmos, 1999, ISBN 978-3-440-07660-6.
- Julia und der Pferdeflüsterer. Kosmos, 1999, ISBN 978-3-440-07659-0.
- Julia – Reitbeteiligung gesucht. Kosmos, 2000, ISBN 978-3-440-08019-1.
- Julia und die Nachtreiter. Kosmos, 2000, ISBN 978-3-440-08025-2.
- Julia und das Reitturnier. Kosmos, 2001, ISBN 978-3-440-08523-3.
- Julia – Eifersucht im Reitstall. Kosmos, 2001, ISBN 978-3-440-08871-5.
- Julia – Ferien im Sattel. Kosmos, 2002, ISBN 978-3-440-09031-2.
- Julia – Reiterglück mit Hindernissen. 2005, ISBN 3-570-21408-7.
- Julia am Ziel ihrer Träume. 2006, ISBN 978-3-570-21409-1.
- Ein Pony für uns beide. 2009, ISBN 978-3-570-21997-3.
- Freizeitpferde selber schulen. Jungpferde erziehen, ausbilden, anreiten. Kosmos, 1997, ISBN 978-3-440-07106-9.
- Lea und die Pferde – Das Glück der Erde... Boje Verlag, 2011, ISBN 978-3-8432-0038-7.
- Lea und die Pferde – Pferdefrühling. Boje Verlag, 2011, ISBN 978-3-8387-0997-0.
- Lea und die Pferde – Das Traumpferd fürs Leben. Boje Verlag, 2011, ISBN 978-3-8432-1045-4.
- Lea und die Pferde – Herzklopfen und Reiterglück. Boje Verlag, 2011, ISBN 978-3-8387-0999-4.
- Lea und die Pferde – Ein Joker für alle Fälle. Boje Verlag, 2011, ISBN 978-3-8387-1000-6.
- Lea und die Pferde – Sommer im Sattel. Boje Verlag, 2011, ISBN 978-3-8387-1001-3.
- Lea und die Pferde – Reitfieber. Boje Verlag, 2011, ISBN 978-3-414-82138-6.
- Lea und die Pferde – Stallgeflüster. Boje Verlag, 2011, ISBN 978-3-8387-1003-7.
- Lea und die Pferde – Pferde, Sonne, Ferienglück. Boje Verlag, 2011, ISBN 978-3-8387-1004-4.
- Lea und die Pferde – Ein Herz für Joker. Boje Verlag, 2011, ISBN 978-3-8387-1005-1.
- Das gestohlene Lied, Niebelungenroman, Bastei-Lübbe, 2005, ISBN 978-3-4041-5357-2.

### Elisabeth Rotenberg
- Von Ponys und Pferden. Oetinger-Verlag, 1998, ISBN 3-7891-4603-X.
- Vom Reiten und Voltigieren. Oetinger-Verlag, 1999, ISBN 3-7891-4605-6.

### Sarah Lark
Die Weiße-Wolke-Saga (Neuseelandsaga)
1. Im Land der weißen Wolke. Bastei-Lübbe, 2007, ISBN 978-3-404-15713-6.
2. Das Lied der Maori. Bastei Lübbe, 2008, ISBN 978-3-404-15867-6.
3. Der Ruf des Kiwis. Bastei Lübbe, 2009, ISBN 978-3-404-16261-1.
4. Eine Hoffnung am Ende der Welt. Bastei Lübbe, 2015, ISBN 978-3-7857-2543-6.
5. Unter fernen Himmeln. Bastei Lübbe, 2016, ISBN 978-378572561-0.

Kauri-Trilogie
1. Das Gold der Maori. Bastei Lübbe, 2010, ISBN 978-3-7857-6024-6.
2. Im Schatten des Kauribaums. Bastei Lübbe, 2011, ISBN 978-3-7857-6047-5.
3. Die Tränen der Maori-Göttin. Bastei Lübbe, 2012, ISBN 978-3-7857-6058-1.

Die Feuerblüten-Trilogie (Neuseelandsaga II)
1. Die Zeit der Feuerblüten. Bastei Lübbe, 2013, ISBN 978-3-7857-6071-0.
2. Der Klang des Muschelhorns. Bastei Lübbe, 2014, ISBN 978-3-7857-2497-2.
3. Die Legende des Feuerberges. Bastei Lübbe, 2015, ISBN 978-3-7857-2536-8.

Jamaikasaga
1. Die Insel der tausend Quellen. Bastei Lübbe, 2011, ISBN 978-3-7857-2430-9.
2. Die Insel der roten Mangroven. Bastei Lübbe, 2012, ISBN 978-3-7857-2460-6.

Die Tierärztin-Saga
1. Die Tierärztin – Große Träume. Bastei Lübbe, 2021, ISBN 978-3-7857-2733-1.
2. Die Tierärztin – Voller Hoffnung. Bastei Lübbe, 2021, ISBN 978-3-7857-2749-2.
3. Die Tierärztin – Mutige Wege. Bastei Lübbe, 2023, ISBN 978-3-7857-2821-5.

Weitere Werke
- Ruf der Dämmerung. Bastei Lübbe, 2012, ISBN 978-3-8432-0047-9. (Jugendbuch)
- Das Jahr der Delfine. Bastei Lübbe, 2016, ISBN 978-3-431-03967-2.
- Das Geheimnis des Winterhauses. Bastei Lübbe, 2017, ISBN 978-3431040791.
- Wo der Tag beginnt. Bastei Lübbe, 2019, ISBN 978-3785726433.
- Dream – Frei und ungezähmt. Boje Verlag, 2018, ISBN 978-3-414-82507-0.
- Hope – Der Ruf der Pferde. Boje Verlag, 2020, ISBN 978-3-414-82572-8.

### Ricarda Jordan
- Die Pestärztin. Bastei-Lübbe, 2009, ISBN 978-3-404-15990-1.
- Der Eid der Kreuzritterin. Bastei-Lübbe, 2010, ISBN 978-3-404-16480-6.
- Das Geheimnis der Pilgerin. Bastei-Lübbe, 2011, ISBN 978-3-404-16081-5.
- Das Erbe der Pilgerin. Bastei-Lübbe, 2012, ISBN 978-3-404-16649-7.
- Die Geisel des Löwen. Bastei-Lübbe, 2013, ISBN 978-3-404-16825-5.
- Tochter der Elbe. Bastei-Lübbe, 2014, ISBN 978-3-404-16984-9.
- Das Geschenk des Wesirs. Rowohlt, 2014, ISBN 978-3-463-40379-3.

### Sachbücher
- Was der Stallmeister noch wußte, Franckh-Kosmos, 1995, ISBN 978-3440070727.
- Das schwierige Pferd: Probleme mit Pferden – erkennen und lösen, mit Birgit Dresel, Franckh-Kosmos, 1995, ISBN 978-3-440-06787-1.
- Das Kosmos-Buch vom Reiten, Kosmos, 1997, ISBN 978-3440062357.
- Das große Kosmos Pferdebuch, Kosmos, 2004, ISBN 978-3440101193.
- Pferde kennen und verstehen: Verhalten, Umgang, Reiten, Kosmos, 2005, ISBN 978-3440102282.
- Pferdekunde: Basiswissen rund ums Pferd, Kosmos, 2006, ISBN 978-3440107010.
- Pferdesachen selber machen: Nützliches und Originelles, Kosmos, 2009, ISBN 978-3440115022.